# Dorothea von Lieven
Dorothea Fürstin von Lieven z domu von Benckendorff (ur. 30 grudnia 1784 w Rydze, zm. 27 stycznia 1857 w Paryżu) – żona rosyjskiego gen. Christopha von Lievena.

## Działalność
Jej braćmi byli generałowie Aleksander von Benckendorff oraz Konstantin von Benckendorff. Była widywana na carskim dworze. Często bywała też na salonach w Berlinie, Londynie i Paryżu, dzięki czemu zyskała sobie sławę w świecie dyplomacji. W lutym 1854 po wybuchu wojny między Rosją a siłami zachodnimi przeprowadziła się do Brukseli.
Od 1855 nie opuszczała już Paryża. Jej salon w starym Hôtelu Talleyrand stał się miejscem spotkań towarzyskich świata dyplomacji i francuskiej elity.
Zmarła 27 stycznia 1857 roku w Paryżu.